# Збірна Словенії з хокею із шайбою
Збірна Словенії з хокею із шайбою — національна команда Словенії, що представляє країну на міжнародних змаганнях з хокею з шайбою. Збірну опікує Хокейний союз Словенії. Команда є учасником різних світових хокейних форумів ще з кінця 20 століття (після розпаду Югославії), але значних успіхів не досягала. З 2000-х років часто грає в групі найсильніших команд світу, де змушена задовільнятися роллю аутсайдера (як наслідок, поки що вважається «командою-ліфтом» — з вищого класу до 1-го дивізіону і навпаки). У Словенії приблизно 980 гравців (0,05 % населення).

## Результати

### Виступи на Олімпійських іграх
- 1994 — не кваліфікувалася
- 1998 — не кваліфікувалася
- 2002 — не кваліфікувалася
- 2006 — не кваліфікувалася
- 2010 — не кваліфікувалася
- 2014 — не кваліфікувалася
- 2018 — 9-е місце

### Виступи на чемпіонаті світу
- 1993 — 20-е місце (4-е у групі C)
- 1994 — 25-е місце (5-е у групі C)
- 1995 — 27-е місце (7-е у групі C)
- 1996 — 23-є місце (3-є у групі C)
- 1997 — 22-е місце (2-е у групі C)
- 1998 — 18-е місце (2-е у групі B)
- 1999 — 21-е місце (5-е у групі B)
- 2000 — 23-є місце (7-е у групі B)
- 2001 — 17-е місце (1-е у дивізіон I, група B)
- 2002 — 13-е місце
- 2003 — 15-е місце
- 2004 — 17-е місце (1-е у дивізіон I, група B)
- 2005 — 13-е місце
- 2006 — 16-е місце
- 2007 — 17-е місце (1-е у дивізіон I, група B)
- 2008 — 15-е місце
- 2009 — 19-е місце (1-е у дивізіон I, група A)
- 2010 — 18-е місце (1-е у дивізіон I, група B)
- 2011 — 16-е місце
- 2012 — 1-е місце
- 2013 — 16-е місце
- 2014 — 1-е місце (дивізіон I, група A)
- 2015 — 16-е місце
- 2016 — 1-е місце (дивізіон I, група A)
- 2017 — 15-е місце
- 2018 — 5-е місце (дивізіон I, група A)
- 2019 — 4-е місце (дивізіон Ι, група А)
- 2022 — 1-е місце (дивізіон Ι, група А)
- 2023 — 16-е місце
- 2024 — 2-е місце Дивізіон IA
- 2025 — 13-е місце